# شعاعيات الزعانف
الأسماك شعاعية الزعانف (بالإنجليزية: Actinopterygii)‏ هي أكبر مجموعة من الفقاريات، حيث تضم 27,000 فصيلة في كل المياه المالحة والعذبة.
وتقليدياً هناك ثلاث تحت-طويئفات من الأسماك شعاعية الزعانف، وهم: الغضروفيات وكاملات العظام وفوق رتبة العظميات. وتقريباً كل الأسماك الحية اليوم تنتمي إلى فوق رتبة الأسماك كاملة العظم.

## التصنيف
وفيما يلي قائمة بالمجموعات المختلفة، نزولاً إلى مستوى «رتبة»، ومنظمة منظمة حسب ما يعتقد أنه التسلسل الارتقائي نزولاً حتى مستوى «فوق رتبة». القائمة تتبع قاعدة معلومات الأسماك FISHBASE  مع ملاحظات عندما تختلف عن نلسون و ITIS.
- طويئفة غضروعظميات
  - رتبة كثيرات الزعانف (ذوات الزعانف الكثيرة)
  - رتبة الأسماك الحفشية (أسماك الفحش، الأسماك الحبلية)
- طويئفة حديثات الزعانف
  - تحت طويئفة كاملات العظام
    - رتبة عظميات الحراشف (الأسماك الرمحية)
    - رتبة البوفنيات

  - تحت طويئفة عظميات
    - فوق رتبة عظميات الألسنة
      - رتبة ذوات الألسنة العظمية
      - رتبة فضيات العيون

    - فوق رتبة الإلوبيات
      - رتبة إلوبيات (tarpons, etc)
      - رتبة أسماك العظم
      - رتبة الشوك أنقليسيات
      - رتبة أنقليسيات (true eels, gulpers)
      - رتبة أنقليسيات مبتلعة

    - فوق رتبة الصابوغيات
      - رتبة الصابوغيات (الرنجة وأقاربها)

    - فوق رتبة الأوستاريفيات
      - رتبة الرمليات المنقارية
      - رتبة أشكال الشبوطيات
      - رتبة المزقزقات (الأسماك المزقزقة وأقاربها)
      - رتبة السكينيات (الأنقليس الكهربائي وأسماك السكين)
      - رتبة المنويات (أسماك المنوة الصغيرة)

    - فوق رتبة شوكيات الزعانف البدائية
      - رتبة أسماك سلمونية (السلمون وأقاربه)
      - رتبة الكراكيات (أسماك الكراكي وأقاربها)
      - رتبة الهفيات الحقيقية (الهف وأقاربه)

    - فوق رتبة ممتدات الزعانف
      - رتبة هلاميات الأنوف
      - رتبة المصباحيات (أسماك التنين وأقاربها)

    - فوق رتبة المزماريات
      - رتبة مزماريات (الأسماك السحلية)

    - فوق رتبة فانوسيات الأنوف
      - رتبة فانوسيات الأنوف

    - فوق رتبة البراقيات
      - رتبة براقيات

    - فوق رتبة ذوات اللحى
      - رتبة ذوات اللحى (أسماك اللحية)

    - فوق رتبة أشباه شوكيات الزعانف
      - رتبة بيركوبسيفورميس (trout-perches & allies)
      - رتبة متعلجمات (toadfishes)
      - رتبة أبو الشص (goosefishes, etc)
      - رتبة الغادسيات (cods & allies)
      - رتبة الأفعوانيات (cusk eels, etc)

    - فوق رتبة شوكيات الزعانف
      - رتبة بوري (سمك) (mullets & allies)
      - رتبة حساسات (silversides & allies)
      - رتبة الإبريات (needlefishes, etc)
      - رتبة أسماك الحيتان (whalefishes)
      - رتبة بطحيشيات الشكل (killifishes, etc)
      - رتبة ستيفانو بيرسيفورمس (pricklefishes, whalefishes, etc)
      - رتبة عنقديات الشكل (alfonsinos, etc)
      - رتبة ضوريات (dories, etc)
      - رتبة عظميات البطن (sticklebacks, etc)
      - رتبة زماريات البحر (pipefishes, snipefishes, seahorses, etc)[5]
      - رتبة الثعبانيات الخيشومية (swamp-eels, etc)
      - رتبة ينفوخيات الشكل (triggerfishes & allies)
      - رتبة السمك المفلطح (flatfishes & allies)
      - رتبة عقربيات البحر (scorpionfishes & allies)
      - رتبة أسماك شبيهة الأفراخ (شبيهات الأفراخ وأقاربها الهديدة)

## مقالات ذات صلة
- سمك الأبراميس
- الغادسيات
- الطرخين
- سمك طائر
- سمكة الفراشة
- سمكة الفراشة العربية